# The Texas Chain Saw Massacre (Computerspiel)
The Texas Chain Saw Massacre ist ein Survival-Horrorspiel, das auf der Texas-Chainsaw-Massacre-Filmreihe basiert. Es wurde von Sumo Nottingham entwickelt und von Gun Interactive veröffentlicht. Es bietet kooperatives Gameplay und Spieler-gegen-Spieler-Kämpfe (PvP). Im Spiel sind Kane Hodder als Leatherface und als Stuntkoordinator zu sehen, außerdem spielt Edwin Neal seine Rolle als Anhalter aus dem Originalfilm.
The Texas Chain Saw Massacre erschien am 18. August 2023 für Microsoft Windows, PlayStation 4, PlayStation 5, Xbox One und Xbox Series X/S und am selben Tag auch im Xbox Game Pass.

## Handlung und Spielprinzip
Die Handlung des Spiels setzt im April 1973, vor den Ereignissen des ersten Filmes, an und dreht sich um Ana Flores und ihre Freunde, die sich in der Nähe der fiktiven Stadt Newt, Texas, auf die Suche nach ihrer verschwundenen Schwester Maria machen. Die Gruppe wird schließlich von der Slaughter-Familie gefangen genommen, einer Gruppe kannibalischer Mörder.
Zu Beginn eines Spiels schlüpfen die Spieler entweder in die Rolle eines Familienmitglieds oder eines Opfers, wobei insgesamt drei Familienmitglieder und vier Opfer spielbar sind, also insgesamt sieben Spieler pro Spiel.
Nachdem sie ihren Fesseln entkommen sind, müssen die Opfer zunächst aus dem Keller entkommen, um verschiedene Fluchtwege zu erreichen. Die Opfer können über einen der vier Ausgänge entkommen, die in jeder Karte vorhanden sind. In der Zwischenzeit müssen die Familienmitglieder die Opfer aufspüren und töten; wenn ein Opfer genug Schaden erleidet, wird es sofort getötet und aus dem Spiel genommen. Die Familienmitglieder müssen auch Grandpa füttern, eine unspielbare und statische Figur, die sich vom Blut der Opfer und den Blutbeuteln auf der Karte ernährt. Nachdem er durch genügend Geräusche der Opfer geweckt wurde, schreit er gelegentlich und zeigt allen Familienmitgliedern die Umrisse aller Opfer, die sich bewegen. Ein Spiel ist beendet, wenn alle Opfer entweder entkommen oder getötet werden.
Die Spieler sammeln in jeder Runde Erfahrung und können die erworbenen Fertigkeitspunkte in den spezifischen Fertigkeitsbaum eines jeden Charakters investieren. Über den Skilltree werden Perks und Attribute freigeschaltet, so dass jeder Charakter individuell angepasst werden kann und zu einem bestimmten Spielstil passt.

## Charaktere
Legende

### Familienmitglieder
Es gibt acht Familienmitglieder, die man spielen kann, jedes mit einzigartigen Spielstilen und Fähigkeiten.
| Name | Name                | Beschreibung | Synchronsprecher | Anmerkung                                                                            |
| ---- | ------------------- | --- | ---------------- | ------------------------------------------------------------------------------------ |
|      | Leatherface         | Leatherface ist ein kettensägenschwingender Wahnsinniger, dessen Besonderheit darin besteht, dass er das Spiel im Keller mit den Opfern beginnt. Seine Kettensäge ermöglicht es ihm, Hindernisse zu zerstören und den Opfern großen Schaden zuzufügen.                                                                                   |                  | Motion-Capture durch Kane Hodder                                                     |
|      | Koch                | Der Koch ist ein alter Mann, der in der Lage ist, nach Opfern zu lauschen, die Geräusche machen, was ihm die Fähigkeit verleiht, sie auf der Karte zu sehen. | Troy Burgess     | Im Originalfilm dargestellt von Jim Siedow                                           |
|      | Anhalter            | Der Anhalter hat Zugang zu Fallen, die er aufstellen kann, um Opfer, die auf sie treten, vorübergehend bewegungsunfähig zu machen. Der Anhalter zeichnet sich auch durch seine hohe Ausdauer und seine Fähigkeit, sich durch enge Räume zu zwängen, bei der Verfolgung von Opfern aus.                                                   | Edwin Neal       | Edwin Neal verkörperte die Figur bereits im ersten Film.                             |
|      | Johnny              | Johnny ist ein hervorragender Fährtenleser und kann die Fußabdrücke von Opfern für kurze Zeit sehen, nachdem sie ein Gebiet durchquert haben. | Damian Maffei    | Figur basiert auf Aufzeichnungen von Kim Henkel und trat nicht in der Filmreihe auf. |
|      | Sissy               | Sissy, eine ehemalige Bewohnerin der Spahn Ranch, kann Gegenstände verschnüren oder Gift auf ihre Opfer pusten und ihnen so den Weg versperren. | Kristina Klebe   | Figur basiert auf Aufzeichnungen von Kim Henkel und trat nicht in der Filmreihe auf. |
|      | Nancy               | Nancy, die Ziehmutter von Johnny, nachdem sie seine leibliche Mutter brutal ermordete. Nancy kann sehen, wo sich die Opfer aufhalten, und sie kann Stacheldrahtfallen in Spalten und Kriechgängen aufstellen. | Cissy Jones      | Figur basiert auf Aufzeichnungen von Kim Henkel und trat nicht in der Filmreihe auf. |
|      | Hands (dt. Hände)   | Hands, ein zwei Meter großer, hammerschwingender entfernter Cousin der Slaughter-Familie. Er hat die Fähigkeit, Opfer zu überfallen, Ventile und Sicherungen zu demontieren, Batterien und Generatoren schnell wieder in Gang zu setzen und elektrische Sprengfallen an Barrikaden, Kriechgängen und anderen Metallobjekten anzubringen. | Robert Mukes     | Figur basiert auf Aufzeichnungen von Kim Henkel und trat nicht in der Filmreihe auf. |
|      | Bones (dt. Knochen) | Bones verfügt über Blutbomben, mit welchen er Opfer verletzen und aufdecken kann. Zudem ist er als erstes Familienmitglied in der Lage, Brunnen hinunter zu steigen, um so die Opfer im Keller weiter zu jagen. | Bill Moseley     | Figur basiert auf Aufzeichnungen von Kim Henkel und trat nicht in der Filmreihe auf. |

### Opfer
| Name | Name            | Beschreibung | Synchronsprecher     | Anmerkung |
| ---- | --------------- | --- | -------------------- | --------- |
|      | Ana Flores      | Ana ist die Anführerin der Gruppe. Während ihre Spezialfähigkeit aktiv ist, reduziert sich durch Angriffe und Stürze erlittener Schaden erheblich und gewährt außerdem Immunität gegen Gift.                                                                            | Jeannie Tirado       |           |
|      | Connie Taylor   | Connie kann ihrer Spezialfähigkeit eine Tür fast sofort entriegeln, aber die Ausdauer und die Annäherungswarnung der Familie werden negativ beeinflusst. | Bryarly Bishop       |           |
|      | Julie Crawford  | Wenn Julies Spezial Fähigkeit aktiv ist, gewährt sie Immunität gegen die Verfolgung durch den Koch und Johnny, während sie die durch das Laufen verbrauchte Ausdauer stark reduziert.                                                                                   | Scout Taylor-Compton |           |
|      | Leland McKinney | Leland kann als einziger Spieler mit seiner Spezialfähigkeit Familienmitglieder umwerfen und sie vorübergehend betäuben. | Matt Lowe            |           |
|      | Sonny Williams  | Sonny Williams ist in der Lage, Bewegungen von Familienmitgliedern und Opfern in der Nähe zu erkennen. | Zeno Robinson        |           |
|      | Danny Gaines    | Danny ist Marias Freund und in der Lage, Ausgänge zu manipulieren, so dass sie für Familienmitglieder nicht mehr verschließbar sind. Hierzu muss man vorher Wissen aufbauen, indem man Objekte untersucht. Manipulierte Ausgänge bleiben länger offen oder geschlossen. | Michael Johnston     |           |
|      | Virginia        | Virginia ist auf der Suche nach ihrem Sohn Jesse und ehemalige Krankenschwester. Mit ihrer Fähigkeit, kann sie Heilpulver und Blendpulver herzustellen, um dem Opfer die Flucht zu ermöglichen.                                                                         | Barbara Crampton     |           |
|      | Maria Flores    | Maria ist die Schwester von Ana und hat die Fähigkeit, Süßholzraspelei zu betreiben, wodurch Opas Sonarfähigkeit Familienmitglieder hervorheben kann. | Stephanie Panisello  |           |
|      | Wyatt Dunn      | Wyatt ist in der Lage Messer in Richtung Familienmitglieder zu werfen, um diese kurzzeitig zu betäuben. | Skeet Ulrich         |           |

## Karten
Aktuell gibt es 6 verschiedene Karten im Spiel, welche kostenlos für alle Spieler zugänglich sind. Zudem gibt es für jede Karte mehrere Varianten, wodurch sich die Beleuchtung sowie Atmosphäre ändert. Eine Gemeinsamkeit der Karten ist der Keller, in dem alle Opfer und Leatherface das Spiel beginnen.
Legende
| Name | Name             | Beschreibung | Versionen                                                      |
| ---- | ---------------- | --- | -------------------------------------------------------------- |
|      | Haus der Familie | Die bekannteste Karte des Spieles. In einem Meer aus grünen Gras und Sonnenblumen haben die Opfer durch den Aufbau des Hauses zusätzliche Schwierigkeiten zu entkommen.                                | - Tag - Dämmerung - Nacht - Blutmond (begrenzte Zeit im Spiel) |
|      | Tankstelle       | Diese Karte ist übersät mit Schrotthaufen und abgestellten Fahrzeugen, welche zwischen den Gebäuden abgestellt wurden. Dieser Schrott dient nun als Versteck für die Opfer.                            | - Tag - Nacht - Sturm                                          |
|      | Schlachthaus     | In diesem klaustrophobischen Gewirr aus verfallenden Gebäuden und Viehgittern haben einige aus der Sawyer-Familie gearbeitet, bis diese durch Maschinen ersetzt und die Anlage geschlossen wurde.      | - Tag - Dämmerung - Sturm                                      |
|      | Nancy's Haus     | Umgeben von verlassenen Fahrzeugen und Sonnenblumen befindet sich das Haus von Nancy. Auf dieser großen Karte, auf welcher sich noch mehrere Nebengebäude befinden, sind nun 3 spielbare Ebenen.       | - Tag - Nacht mit Gewitter                                     |
|      | Mühle            | Die Mühle, welche an einem ausgetrockneten Fluss gelegen ist, verfügt über 4 spielbare Ebenen. Diese Ebenen, welche sich im Hauptgebäude der Mühle befinden, sind zudem durch einen Brunnen verbunden. | - Tag - Nacht                                                  |
|      | Friedhof         | Neben den unzähligen Gräbern befindet sich eine Kirche mit Glockenturm in der Mitte der Karte. Der Friedhof ist zudem die erste Karte, auf welcher es eine neue Fluchtmöglichkeit gibt.                | - Tag mit Regen                                                |

## Weitere Spielmodi
Rush-Week-Modus
Im September 2024 wurde ein weiterer Modus mit dem Titel Rush Week veröffentlicht. In diesem Modus wird jedem Spieler zufällig ein Charakter zugewiesen. Einer übernimmt die Rolle von Johnny, während die sechs anderen Spieler die Rolle der Sorority Girls übernehmen, sodass insgesamt sieben Spieler pro Spiel teilnehmen.
In diesem Modus müssen die Sorority Girls Schlüsselgegenstände auf der Karte finden, die ihnen bei der Flucht helfen. Es kann ein Autoschlüssel gefunden werden, um ein Auto aufzuschließen, mit dem sie per Funk die Polizei anrufen und um Hilfe bitten können.
Zudem kann auch eine Sicherung angeschaltet werden, um mit einem Telefon im Haus die Polizei anzurufen. Wenn die Polizei erfolgreich gerufen wurde, haben die Spieler nur eine begrenzte Zeit, um mit Johnny im Haus zu überleben. Ein Dachbodenpfosten kann verwendet werden, um über eine Dachbodenluke zu entkommen, aber nur zwei Sorority-Girls können durch diesen Ausgang entkommen.
Johnny kann die Leiter zerstören, um diesen Ausbruch zu verhindern.
Die Sorority Girls-Spieler können verschiedene Waffen und Ablenkungsmanöver wie einen Schraubenschlüssel, ein Messer, ein Pfefferspray sowie Parfüm finden, das sie auf Johnny werfen können, um seinen Standort zu verraten. Allerdings unterliegen diese Spieler einem Angstsystem, bei dem Johnny, wenn einer von ihnen ein hohes Angstniveau hat, diese Angst riechen und sie leichter finden kann. Die Spieler müssen daher Ziele erreichen, um ihr Angstniveau zu senken.
Johnnys Ziel ist es, die Sorority Girls zu jagen und zu töten. Mit jeder Tötung eines Spielers wird er stärker, weswegen er immer tödlicher wird, je länger eine Runde dauert.
Museumsmodus
Im August 2024 wurde der Museumsmodus veröffentlicht. In diesen Modus, wo man alleine spielt, erkundet man das Haus der Familie. Der Spieler hat hier die Möglichkeit, Fotos aufzunehmen und diese im Sozial Media zu teilen.
Zusätzlich kann sich der Spieler zahlreiche Hintergrundinformationen zu den Film sowie den Spiel anschauen, während dieser verschiedene Rätsel löst.

## Entwicklung
Gun Interactive hatte zuvor das asymmetrische Horrorspiel Friday the 13th: The Game (2017) entwickelt. Nach dem Verlust der Rechte für das Videospiel begann Gun Interactive mit der Entwicklung von The Texas Chain Saw Massacre, nachdem sie die Rechte von Kim Henkel, dem Co-Autor des Originalfilms, erworben hatten. Henkel besitzt nur die interaktiven Rechte an Blutgericht in Texas von 1974, so dass Gun Interactive bisher rechtlich nicht in der Lage ist, Elemente aus anderen Filmen in die Reihe aufzunehmen.
Die Entwickler setzten Motion Capture ein, um die Animationen der einzelnen Charaktere im Spiel darzustellen.
Im Mai 2023 starteten die Entwickler von The Texas Chain Saw Massacre einen YouTube-Kanal mit dem Namen „LoFi Leatherface“. Der Kanal verwendete von Matt Hubel erstellte Animationen und Kunstwerke sowie den Ton von Lo-Fi-Musik.
Vor der Veröffentlichung wurde das Spiel vom 25. bis 29. Mai 2023 einem technischen Test unterzogen.
Im Februar 2024 wurde bekannt gegeben, dass Black Tower Studios die neuen Entwickler des Spiels sind.
Im August 2024 veröffentlichten die Entwickler den Content Pass, in welchem die geplanten neuen Inhalte für das 2. Jahr des Spieles gezeigt werden.
Am 13. Mai 2025 hat Gun bekannt gegeben, dass das Spiel keine neuen Inhalte oder Support erhalten wird. Es wird aber weiterhin spielbar und in den Stores gelistet sein.